# Betoning
Betoning är en språkvetenskaplig term för vilken stavelse man lägger trycket på när man uttalar ett ord.
Vad som i talspråket kännetecknar en betonad stavelse varierar mycket från språk till språk. Ljudegenskaper som kan förändras är ljudstyrka (dynamisk accent, tryck, ljudvågens amplitud), tonhöjd (tonaccent, melodisk accent, ljudents frekvens), längd (temporal eller kvantitativ accent) eller en kombination av dessa. Vokalförändring (kvalitativ accent) förekommer också i vissa språk, vilket vanligtvis betyder att vokalen görs öppnare eller mer sluten.

## Notation
- I IPA markeras huvudbetoning med en hög vertikal linje före stavelsen. Bibetoning markeras med en låg vertikal linje. Exempel: [sɪˌlæbəfɪˈkeɪʃən] eller /sɪˌlæbəfɪˈkeɪʃən/ (syllabification).

## Timing
De germanska språken inklusive svenskan och engelskan har "stress-timing", eller betoningsrytm. Det betyder att betonade stavelser blir längre och att obetonade stavelser blir kortare för att ge plats åt de betonade stavelserna. De betonade stavelserna förekommer någorlunda regelbundet.
Andra språk är stavelserytmiska (som spanska och franska) eller har "mora-timing" (som japanska). Det betyder att stavelsernas (eller morornas) längd inte påverkas nämnvärt av betoning.

## Bunden och rörlig betoning
Vissa språk har bunden betoning. Det betyder att betoningen nästan alltid ligger på en viss stavelse räknat från ordets början eller slut. Finskan, ungerskan och isländskan har betoningen på första stavelsen. Polskan, quechua, swahili och esperanto har betoningen på näst sista stavelsen (penultima). Makedonskan har den på den tredje sista stavelsen. I det franska språket ligger betoningen alltid på sista stavelsen (ultima). 
En del språk har rörlig betoning. Det innebär att betoningen kan ligga var som helst i ordet. Det finns dock alltid mer eller mindre komplicerade regler för betoningen i dessa språk. Exempel är svenska, engelska, spanska, ryska och tyska. Det finns ofta många undantag från betoningsreglerna i dessa språk. Att betoningen är rörlig innebär att den kan vara betydelseskiljande.

## Betoning i förhållande till ordtoner
Svenska och norska har förutom tryckbetoning även två olika typer av ordtoner (eller accent). Dessa kallas akut accent och grav accent. Detta gör att svenskan och norskan räknas till tonspråk vilket är ovanligt bland indoeuropeiska språk.
Betoning i betydelsen tryck bör inte förväxlas med ordtoner. Betoningen är det enda som skiljer åt i uttalet mellan orden formel och formell. Å andra sidan har orden tomten (bestämd form av tomt) och tomten (bestämd form av tomte) båda huvudtrycket på den första stavelsen och de har därför samma betoning. Det som skiljer dem åt i tal är ordtonerna där det första har akut och det andra grav accent.